# Franz Stöhr (Politiker, 1921)
Franz Stöhr (* 21. November 1921 in Felixdorf; † 21. März 1970) war ein österreichischer Politiker (ÖVP) und Radiotechniker. Stöhr war von 1959 bis 1961 Abgeordneter zum Landtag von Niederösterreich.
Stöhr war beruflich als Radiotechniker tätig und lebte in Felixdorf. Er hatte ab 1950 das Amt eines Gemeinderates in Felixdorf inne und hatte 1960 sowie von 1962 bis 1965 die Funktion eines geschäftsführenden Gemeinderates inne. Zudem vertrat er die ÖVP vom 4. Juni 1959 bis zum 31. Oktober 1961 im Niederösterreichischen Landtag.